# Sansepolcro
Sansepolcro (antiguamente, Borgo del Santo Sepolcro, de ahí la forma vulgar «el Borgo»; erróneamente San Sepolcro o S.Sepolcro) es un municipio de la provincia de Arezzo, en la región de la Toscana, en Italia; con sus 16.000 habitantes, es el centro más poblado de la Valtiberina toscana. El territorio comunal tiene una extensión de 91,48 km² y se encuentra en los límites sudorientales de la Toscana, entre la ribera izquierda del Tíber y los Alpe della Luna.
Fue el lugar de nacimiento de los pintores Piero della Francesca, Raffaellino del Colle (un pupilo de Rafael) y Angiolo Tricca.  También nació aquí el matemático Luca Pacioli. 
La economía se basa en la agricultura. La industria incluye manufactura, comida y productos farmacéuticos. Es la casa de la pasta Buitoni que fue fundada por Giulia Buitoni en 1827.

## Historia
De acuerdo con la tradición, la ciudad fue fundada alrededor del año 1000 por dos peregrinos (Arcano y Egidio), quienes instituyeron aquí un oratorio (donde hoy está la catedral) durante su regreso de Tierra Santa. Las primeras menciones históricas son un poco posteriores, refiriéndose a la abadía benedictina construida en ese periodo. El centro histórico de Sansepolcro alcanzó su actual tamaño alrededor de 1400, y en 1500 recibió sus muros por Giuliano da Sangallo. Entre quienes lo rodearon están el Ducado de Milán, los Malatesta y luego Florencia.

## Turismo
Los lugares más interesantes de visitar son: 
- Abadía de San Bartolomeo a Succastelli
- Convento di Montecasale
- Iglesia del Buon Gesù
- Iglesia de  San Francesco
- Iglesia de  San Francesco Saverio con l'annesso Palazzo del Seminario
- Iglesia de  San Giovanni Battista
- Iglesia de  San Lorenzo
- Iglesia de  San Michele Arcangelo (Paradiso dei Cappuccini)
- Iglesia de  San Rocco
- Iglesia de  Sant'Agostino
- Iglesia de  Sant'Antonio Abate
- Iglesia de  Santa Maria dei Servi
- Iglesia de  Santa Maria delle Grazie
- Ex Iglesia de  Santa Chiara
- Ex Iglesia de  Santa Maria Maddalena
- Oratorio de la Compagnia del Crocifisso
- Oratorio de la Confraternitá della Morte

## Evolución demográfica
| Gráfica de evolución demográfica de Sansepolcro entre 1861 y 2001 |
|                                                                   |
| Fuente ISTAT - elaboración gráfica de Wikipedia                   |

## Ciudades hermanadas
- Neuchâtel  Suiza
- Neuves-Maisons  Francia
- Sinj  Croacia